# USS West Virginia (BB-48)
USS West Virginia (BB-48) byla bitevní loď typu dreadnought Námořnictva Spojených států amerických. Byla to čtvrtá a zároveň poslední jednotka třídy Colorado. Nicméně tím, že byla stavba třetí lodi třídy - Washington zrušena, stala se třetí (dokončenou) jednotkou své třídy. Třída Colorado představovala vyvrcholení série bitevních lodí standardního typu postavených pro námořnictvo Spojených států v 10. a 20. letech 20. století; lodě byly v podstatě opakováním dřívější konstrukce třídy Tennessee, ale s výrazně silnější výzbrojí hlavních baterií ráže 16 palců (406 mm) ve čtyřech věžích po dvou. Ve 20. a 30. letech loď prováděla různá rutinní cvičení, včetně typicky každoročních tzv. Fleet problems, které poskytly neocenitelné zkušenosti pro nadcházející válku v Pacifiku.

## Služba

### Útok na Pearl Harbor

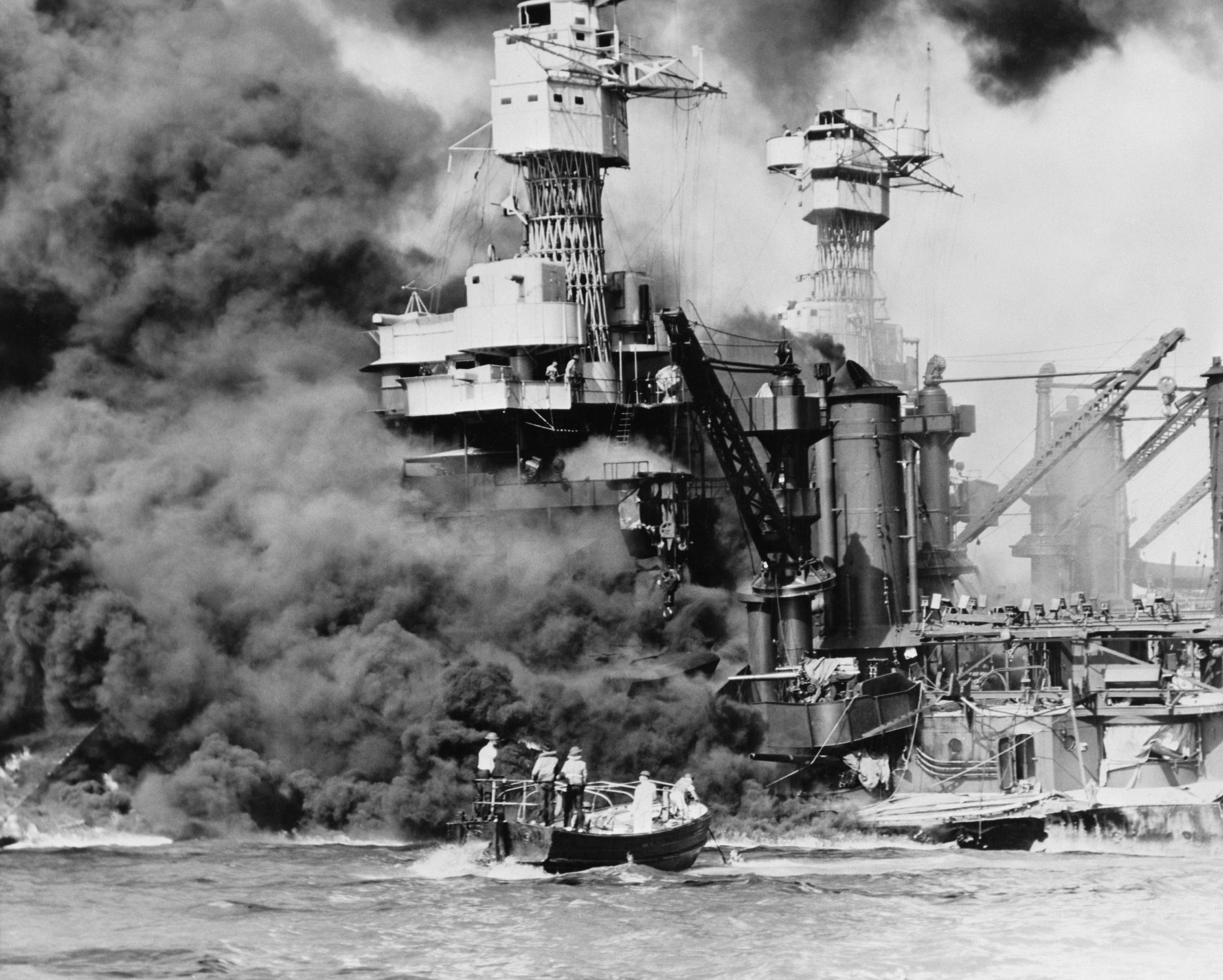
Záchrana přeživších z lodi USS West Virginia po útoku na Pearl Harbor.

Ráno 7. prosince 1941, když Japonsko zaútočilo na Pearl Harbor a přivedlo USA do druhé světové války, kotvila West Virginia v Battleship Row v Pearl Harboru. Těžce poškozená torpédy se potopila v mělké vodě, ale později byla vyzdvižena a v průběhu roku 1943 a do poloviny roku 1944 byla rozsáhle přestavěna. 

### Druhá světová válka
V kampani na Filipínách, kde v noci z 24. na 25. října vedla americkou linii během bitvy u průlivu Surigao. Tam byla jednou z mála amerických bitevních lodí, které pomocí svého radaru zachytily cíl ve tmě, což jí umožnilo zaútočit na japonskou formaci a došlo tak k závěrečné akci mezi bitevními loděmi v námořní historii. Po bitvě v úžině Surigao zůstala loď na Filipínách, aby podpořila jednotky bojující během bitvy o Leyte v roce 1944, a poté podpořila invazi do Lingayenského zálivu počátkem roku 1945. Loď se později téhož roku zúčastnila také bitev o Iwodžimu a Okinawu, kdy poskytla rozsáhlou palebnou podporu pozemním silám útočící na tyto ostrovy. Během druhé operace ji zasáhl kamikaze, který způsobil malé škody. Po kapitulaci Japonska se West Virginia zúčastnila počáteční okupace a poté se podílela na operaci Magic Carpet, během které byli přepraveni vojáci a námořníci z Havaje na pevninu USA. V roce 1946 byla deaktivována a roku 1947 vyřazena ze služby a přidělena do Pacifické rezervy, kde zůstala až do roku 1959, kdy byla prodána do šrotu a rozebrána.

## Výzbroj po dokončení lodi
Primární výzbroj lodě tvořily čtyři dvojhlavňové střelecké věže s 406mm děly. Sekundární výzbroj tvořilo šestnáct 127mm děl, dále bylo na lodi nainstalováno osm 76mm kanónů Mk 22 a dva torpédomety pro torpédy Mk 8, které měřily na délku přes 6 m, na průměr měřily 533 mm a ve vodě dosahovaly maximální rychlosti 65 km/h.